# Ibrahim Edhem Pasha

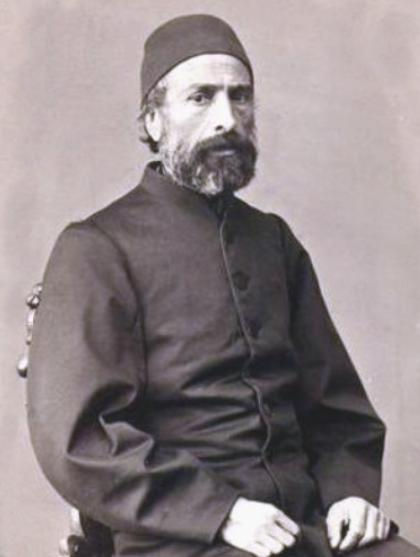
Ibrahim Edhem Pasha.

Ibrahim Edhem Pasha, född 1819, död 1893, var en turkisk storvesir.
Edhem erhöll, om än av grekiskt ursprung, en muslimsk uppfostran. Han visade tidigt en stor begåvning och steg från det ena höga ämbetet till det andra. 1877 efterträdde han Mithat Pasha som storvesir, en post som han dock endast innehade under 11 månader. Han var även under en kritisk tid utrikesminister under Abd ül-Mecid I 1856-1857. Efter Berlinkongressen innehade Edhem den viktiga posten som sändebud i Wien 1879-1883. 1883-1985 var han osmansk inrikesminister.